# Маммиллярия Гана
Маммиллярия Гана (лат. Mammillaria hahniana) — кактус из рода Маммиллярия. Вид был описан Эрихом Вердерманном в 1929 году.

## Описание
Стебель белоопушённый, приплюснуто-шаровидный, до 9 см высотой и 10 см в диаметре, светло-зелёный, кустящийся. Сосочки конические, длиной 0,5 см; аксиллы с длинными, до 4 см, волосовидными белыми щетинками.
Радиальных колючек около 30, до 1,5 см длиной, белые, волосовидные, сильно переплетённые. Центральных колючек 1-4, беловатые с красным кончиком, с возрастом отпадают.
Цветки до 2 см в диаметре, пурпурные. Плоды красные.

## Распространение
Эндемик мексиканских штатов Гуанахуато, Тамаулипас и Керетаро. Растёт в сухих пустынях.

## Синонимы
- Neomammillaria mendeliana
- Mammillaria mendeliana
- Mammillaria woodsii
- Mammillaria bravoae